# Donacoscaptes arizonensis
Donacoscaptes arizonensis là một loài bướm đêm trong họ Crambidae.